# El gran movimiento
El gran movimiento es una película dramática boliviana de 2021, escrita y dirigida por Kiro Russo. La película tuvo su estreno mundial en el 78 ° Festival Internacional de Cine de Venecia el 6 de septiembre de 2021 y se estrenará en los cines en 2022.

## Sinopsis
En la Bolivia actual, Elder da un paseo de una semana a La Paz junto a sus jóvenes amigos mineros para exigir la reinstalación de su trabajo. Sin embargo, Elder se enferma repentinamente, lo que le provoca asfixia frecuente y dificultad para respirar después de haber encontrado trabajo en un mercado local. A medida que su condición empeora, solicita la ayuda de la anciana Mamá Pancha, quien lo envía a Max, un brujo, ermitaño y payaso sin hogar, que podría tener la capacidad de devolverle la vida a Elder.

## Reparto
- Julio Cézar Ticona como anciano
- Max Eduardo Bautista Uchasara como Max
- Francisca Arce de Aro como Mamá Pancha
- Israel Hurtado como Gallo
- Gustavo Milán como Gato

## Producción
El 28 de noviembre de 2016, se anunció que el cineasta boliviano Kiro Russo estaba desarrollando Shewolf, una continuación de su aclamado debut como director Viejo Calavera. Russo dijo que la película iba a ser "un poco más narrativa" que Viejo Calavera "con elementos cómicos y dramáticos". El proyecto iba a recibir el apoyo del Festival de Cine de Cannes y del Festival Internacional de Cine de Mar del Plata.
La fotografía principal tuvo lugar de abril a noviembre de 2019 en La Paz, Bolivia y se rodó íntegramente en película Super 16 mm. Para noviembre de 2020, la película se completó bajo el nuevo título El Gran Movimiento, respaldada por el Instituto de Cine de Doha.

## Estreno
La película tuvo su estreno mundial en el 78° Festival Internacional de Cine de Venecia el 6 de septiembre de 2021, compitiendo en la sección Horizontes, donde recibió el premio especial del jurado. Después de su carrera en el festival, la película se estrenará en cines en 2022. El 27 de julio de 2021, se anunció que Best Friend Forever, una empresa hermana con sede en Bruselas del agente de ventas francés Indie Sales, se encargaría de las ventas internacionales de la película.